# グスティヌス・アンブロシ美術館
グスティヌス・アンブロシ美術館 (グスティヌス・アンブロシびじゅつかん、Gustinus Ambrosi Museum) は、オーストリアの美術館。
ウィーンのアウガルテン宮殿にある。1978年開館、2001年に全面改装。近現代の彫刻作品を中心に収集・展示している。また、若手の展覧会も多く開かれる。月曜定休。
名称は、20世紀のウィーンで活躍した画家・彫刻家グスティヌス・アンブロシの名に由来する。アンブロシが生前に使っていたアトリエ（アトリエ・アウガルテン）も展示されている。